# 러레인 데이

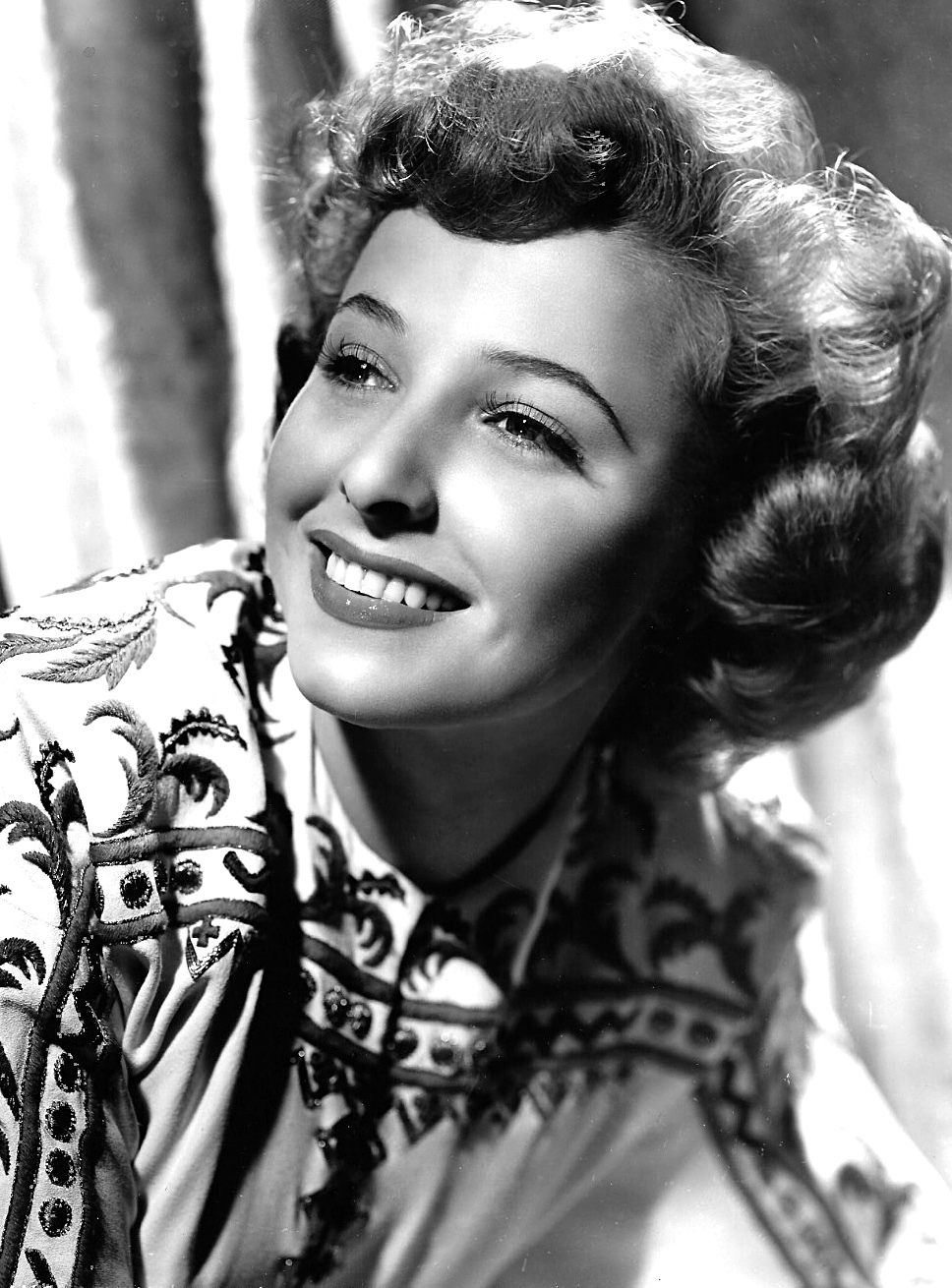

러레인 데이(Laraine Day, 1920년 10월 13일 ~ 2007년 11월 10일)는 미국의 TV 사회자, 연극 배우, 텔레비전 배우, 작가, 영화배우, 배우이다.

## 영화
- 꿈꾸는 낙원(1978년)
- 사랑의 유람선(1977년)
- 비상착륙(1954년)
- 마거릿의 여행(1942년)
- 언홀리 파트너스(1941년)
- 캐슬린(1941년)
- 해외 특파원(1940년) - 캐롤 피셔 역
- 타잔 - 조니 웨시스뮬러 편 4(1939년)